# 鉄板スポーツ伝説
『鉄板スポーツ伝説』（原題：The comebacks）は、アメリカ合衆国の映画作品。

## ストーリー
大学のアメフトチームの監督になったフィールズは、才能ある選手を探すが、集まったのは曲者ばかりで困惑する。

## キャスト
| 役名                         | 俳優                             | 日本語吹替 |
| ---------------------------- | -------------------------------- | ---------- |
| ランボー・フィールズ         | デヴィッド・ケックナー           | 稲葉実     |
| フレディ・ワイズマン         | カール・ウェザース               | 池田勝     |
| バーブ・フィールズ           | メロラ・ハーディン               | 篠原恵美   |
| ランス・トルーマン           | マシュー・ローレンス             | 竹若拓磨   |
| ミッシェル・フィールズ       | ブルック・ネヴィン               | 弓場沙織   |
| ミスター・トルーマン         | ニック・サーシー                 | 佐藤正治   |
| バディ・ボーイ               | ジョージ・バック                 | 肥後マコト |
| ジズミンダー・フェザーフット | ノーリーン・デウルフ             |            |
| ホルヘ・フアンソン           | ジェシー・ガルシア               | 北沢洋     |
| トロッター                   | ジャッキー・ロング               | 江川央生   |
|                              | ロバート・リチャード             |            |
| ランディ                     | マーティン・スパンジャーズ       | 立花慎之介 |
|                              | ジャーメイン・ウィリアムズ       |            |
|                              | フィネッセ・ミッチェル           |            |
|                              | ウィル・アーネット               |            |
|                              | ダックス・シェパード             |            |
|                              | ブラッドリー・クーパー           |            |
|                              | ジョン・グライス                 |            |
|                              | エリック・クリスチャン・オルセン |            |
|                              | デニス・ロッドマン               |            |
| トイレットボウルの審判       | アンディ・ディック               | 緒方賢一   |
| 実況・解説者                 | フランク・キャリエンド           | 夏木ゆたか |

- その他の声の吹き替え：松本大／落合弘治／室園丈裕／上田燿司／若原美紀／小柳基／原田晃／御園行洋／日向とめ吉／木下紗華／御子柴明子／長尾雅世／勝田晶子